# Поема без герой
„Поема без герой“ (на руски: Поэма без героя) е поема на руската поетеса Анна Ахматова.
Тя работи върху нея между 1940 и 1962 година като основната ѝ тема е животът в санктпетербургските литературни среди в началото на XX век. Фрагменти от поемата се публикуват от 40-те години, а след това тя започва да се разпространява неофициално, макар издаването ѝ да е невъзможно, заради цензурата на комунистическия режим. Първата цялостна публикация е от 1961 година в издавания в Ню Йорк рускоезичен алманах „Воздушние пути“. В Русия е публикувана в цензуриран вариант през 70-те години, а изцяло през 1987 година.